# 灣仔北行人天橋系統

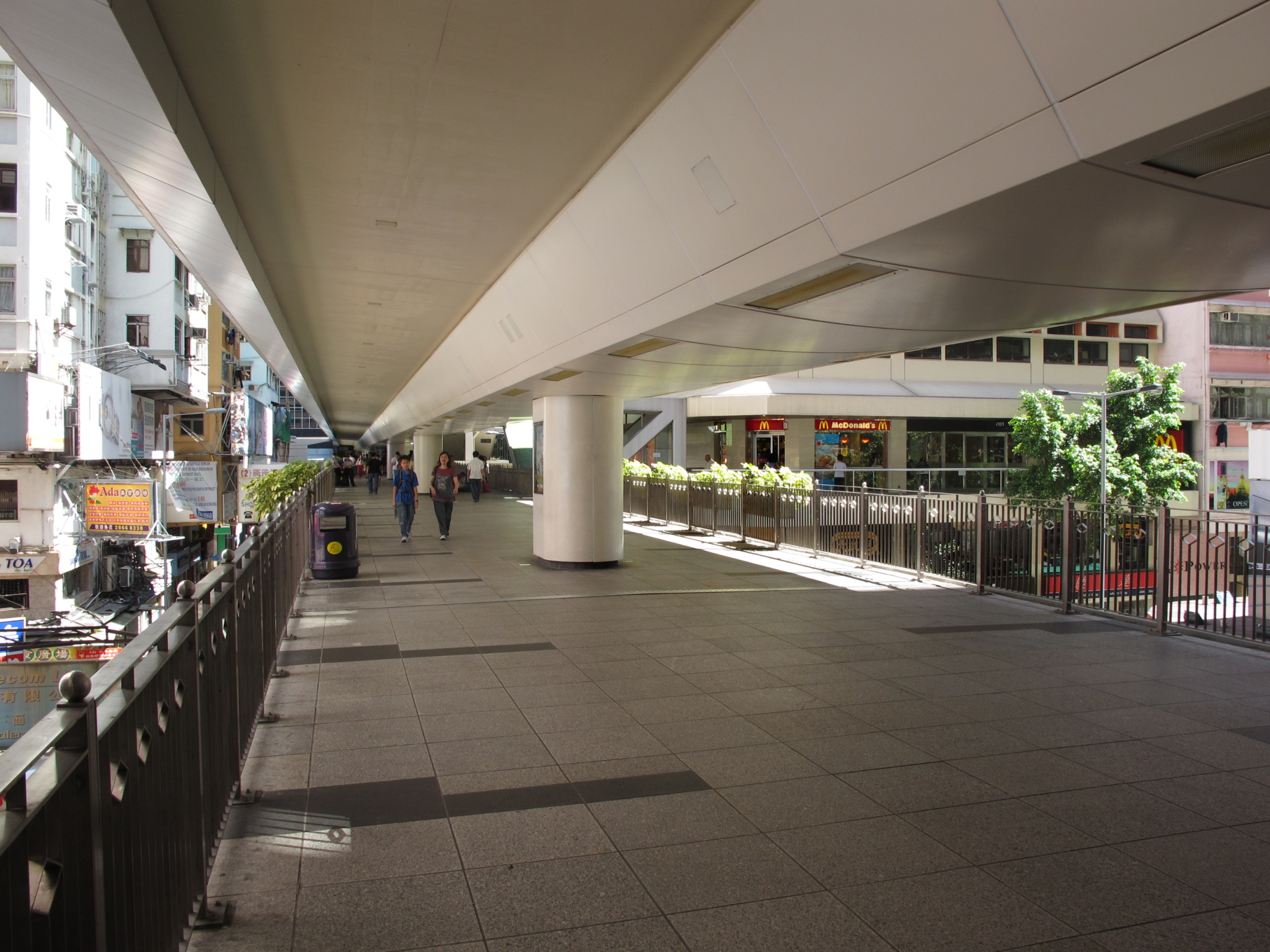
灣仔北行人天橋近灣仔站

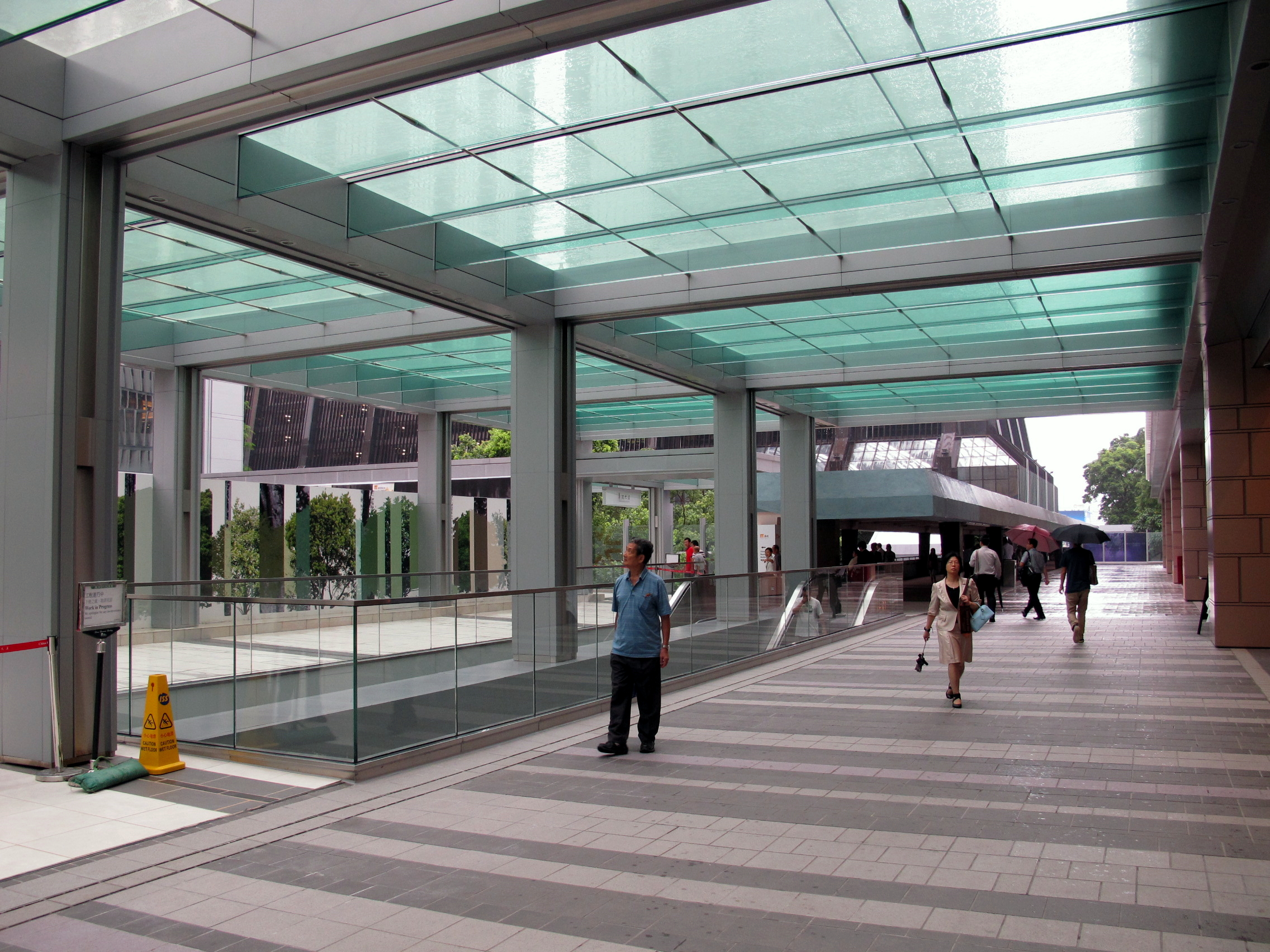
灣景中心行人天橋

灣仔北行人天橋系統是香港的一個行人天橋系統，位於香港島灣仔北部填海地區。灣仔北行人天橋系統是由告士打道以北的一個行人天橋網絡及商場平台互聯的建築，起點之一是港鐵灣仔站，方便行人不必落地面，免除行人與繁忙的交通流人車爭路。該天橋亦經常有人派發傳單和進行宣傳。

## 歷史
- 1970年：菲林明道行人天橋首先啟用
- 1979年：史釗域道行人天橋啟用
- 1980年：橫跨港灣徑、港灣道、通往灣仔運動場及杜老誌道的四條行人天橋落成
- 1982年：連接華潤大廈、前香港展覽中心及鷹君中心的兩條天橋啟用，其中通往灣景中心一段後來被改建；菲林明道行人天橋華潤大廈出入口啟用
- 1983年：通往灣仔碼頭及灣景中心的兩條行人天橋啟用
- 1987年1月14日：柯布連道行人天橋啟用
- 1989年：第一季鷹君中心行人天橋啟用，柯布連道行人天橋亦於第四季直接接駁入境事務大樓
- 1992年：中環廣場落成，連接物業的行人天橋貫通；菲林明道行人天橋往中環廣場出入口啟用
- 1997年：柯布連道行人天橋連接灣仔站A5出口的啟用
- 2013年：香港展覽中心拆卸重建，連接該行人天橋關閉。
- 2016年：灣仔碼頭天橋重建，港灣道體育館行人天橋貫通。
- 2019年：香港瑞吉酒店落成，該行人天橋重新連接。
- 2020年：灣仔碼頭新天橋啟用。
- 2022年：會展站啟用，連接鷹君中心及海港中心。

## 行人天橋
整個灣仔北行人天橋系統共由14座行人天橋所連接，分別為：
- 柯布連道行人天橋（路政署結構編號：HF95）

連接灣仔站及入境事務大樓，架空在柯布連道之上，是全港人流最多的行人天橋
- 中環廣場行人天橋（連接入境事務大樓、中環廣場及香港會議展覽中心）
- 菲林明道行人天橋（連接中環廣場、華潤大廈酒店重建項目、灣仔警署及東惠商業中心，跨菲林明道及告士打道，路政署結構編號：HF153,HF160,HF160A）
- 鷹君中心行人天橋（連接香港會議展覽中心及鷹君中心，跨菲林明道，路政署結構編號：HF57）
- 灣仔碼頭行人天橋（連接海港中心及灣仔碼頭，跨會議道，路政署結構編號：HF114，因會展站建造工程而被臨時改建）
- 港灣道體育館行人天橋（連接海港中心及港灣道體育館）
- 會展站A3及B3出口行人天橋（A3出口連接海港中心及B3出口連接鷹君中心）
- 華潤大廈行人天橋（連接鷹君中心及華潤大廈，跨港灣道）
- 灣景中心行人天橋（連接海港中心及灣景中心，跨港灣道）
- 港灣道行人天橋（分南北兩橋，連接新鴻基中心及灣景中心，跨港灣道，路政署結構編號：HF54，HF55）
- 史釗域道行人天橋（連接灣景中心及史釗域道，跨告士打道，路政署結構編號：HF116）
- 灣仔運動場行人天橋（連接新鴻基中心及灣仔運動場）
- 杜老誌道行人天橋（連接新鴻基中心及杜老誌道，跨告士打道，路政署結構編號：HF144）

### 行人隧道
- 灣仔站D出口有行人隧道連接利東街（囍滙）地底商場，將來會延伸至合和中心

## 連接的建築物
灣仔北行人天橋系統範圍內的建築群包括:
- 香港會議展覽中心
- 中環廣場
- 鷹君中心
- 華潤大廈
- 香港瑞吉酒店
- 灣景中心大廈
- Brim28
- 海港中心
- 灣仔碼頭
- 香港君悅酒店
- 入境事務大樓
- 稅務大樓
- 灣仔政府大樓
- 港灣道體育館
- 港灣道花園
- 新鴻基中心
- 港鐵灣仔站
- 港鐵會展站

灣仔北行人天橋系統，可以媲美中區行人天橋系統。

## 未來發展
土木工程拓展處將在香港會議展覽中心西面、灣仔北公共運輸交匯處北面分別建造兩個行人園景平台，皆橫跨會議道及連接現有行人平台。

持續智庫於2017年3月在信報刊文指出，柯布連道的人行系統較爲擠迫，每逢會展活動都會“成為難以突破的樽頸位置”，並建議政府“可借鑑東九龍的行人天橋和隧道先導計劃，以免地價的形式鼓勵私人發展商在樓宇之間為市民提供地下通道”。